# Arthritica bifurca
Arthritica bifurca is een tweekleppigensoort uit de familie van de Lasaeidae. De wetenschappelijke naam van de soort is voor het eerst geldig gepubliceerd in 1908 door Webster.